# IMS Simple Sequencing
El IMS Simple Secuencing és una especificació creada pel mateix consorci que ha creat IMS LD:
L'especificació IMS Seqüenciació Senzill defineix un mètode per representar el comportament pretès d'una experiència d'aprenentatge tal que qualsevol Sistema de Tecnologia d'Aprenentatge (LTS) pot seqüenciar activitats discretes d'aprenentatge en una manera compatible. L'especificació defineix comportaments i funcionalitat requerits que els sistemes conformes han d'implementar. Incorpora regles que descriuen la ramificació o flux d'instrucció a través de contingut segons els resultats d'unes interaccions de l'aprenent amb el contingut. L'Especificació va ser llançat al públic dins març 2003..
Es pot afirmar que l'especificació IMS SS defineix un mètode per a representar el comportament i, per tant, permet una forma clàssica (conductista) de fer models de disseny d'aprenentatge. L'especificació IMS SS tan sols defineix el comportament i les funcions esperades de seqüenciació, que successivament els sistemes reals de tecnologia educativa han d'implementar.
La IMS SS s'etiqueta "senzill" perquè l'especificació considera només un nombre limitat d'estratègies de seqüenciació comú i no perquè l'especificació en si mateixa sigui senzilla. O sigui que mentre el seu abast pot ser "senzill", la implementació i l'ús d'IMS SS requereix una comprensió minuciosa dels seus conceptes.
A diferència de IMS LD, l'IMS SS està més enfocat en l'organització de les activitats d'aprenentatge i la seva estructura s'assembla més a la de SCORM, de fet l'última versió de Scorm(2004) l'incorpora, així doncs es podria afirmar que aquesta especificació de navegació i seqüenciació és deriva de l'IMS SS.
En la practica, l'IMS SS és un estandar de seqüenciació que permet d'associar a cada un dels elements que compon un recurs educatiu (cadascun dels elements del "índex") una informació, indicant, per exemple, si l'alumne pot accedir o no a ell.
Pot semblar senzill, però amb una seqüenciació així podem aconseguir objectius com:
- Evitar que els alumnes comencin a llegir un recurs per la pàgina 3.
- Evitar que els alumnes puguin tornar enrere (per exemple, que tornin a llegir els continguts teòrics una vegada han vist un examen).
- Establir seqüències condicionals mitjançant regles. Per exemple, "si l'alumne no realitza correctament l'activitat 2, ha de tornar a veure un exemple, i després intentar de nou l'activitat, fins que la realitzi de manera satisfactòria".[3]